# یانه لاهتلا
یانه لاهتلا (انگلیسی: Janne Lahtela؛ زادهٔ ۲۸ فوریهٔ ۱۹۷۴) اسکی‌باز نمایشی اهل فنلاند است.